# Адлер Гвідо
Гвідо Адлер (нім. Adler Guido; 1 листопада 1855, Айбеншюц (нині Іванчіце), Чехія — 15 лютого 1941, Відень, Австрія) — австрійський музикознавець, музичний критик і педагог, письменник, професор історії та теорії музики.

## Біографія
Гвідо Адлер народився 1 листопада 1855 року в Айбеншюце (нині Іванчіце) в сім'ї єврейського сільського лікаря.
Після смерті батька мати з шістьома дітьми переїхала в Іглау, де Адлер відвідував початкову школу і отримував перші уроки гри на фортепіано.
1874 р. — закінчив навчання у Віденській консерваторії по класу фортепіано й теорії музики і композиції у А. Брукнера.
1878 р. — отримав диплом юриста у Віденському університеті.
1880 р. — отримав звання доктора філософії.
В 1884 р. Адлер спільно з Філіпом Шпіттом і Фрідріхом Хрісандером заснував журнал «Квартальник музичної науки» (Vierteljahrsschrift für Musikwissenschaft).
1898 р. — заснував Інститут музикознавства Віденського університету.

## Творчість
Автор низки праць із методології та історії музики, теорії музичних стилів та естетики. Основні праці: «Стиль в музиці» (1911), «Метод історії музики» (1919). Став редактором фундаментальної праці «Керівництво з історії музики» (1924). Висунув поняття «стильової критики».
1884 р. — опублікував статтю «Сфера, метод і мета музикознавства», яка була першою спробою комплексного дослідження музичного європейського мистецтва. Упровадив до наукового обігу термін «музикознавство» та обґрунтував це поняття.